# Aspen, Colorado
Aspen, Colorado là một thành phố thuộc hạt Pitkin, bang Colorado, Hoa Kỳ. Thành phố có diện tích 9992 km2, dân số theo điều tra năm 2020 của Cục điều tra dân số Hoa Kỳ là 7004 người.
Aspen là một điểm đến du lịch nổi tiếng của Hoa Kỳ, một trong những địa điểm trượt tuyết phổ biến nhất cả nước.